# En malas compañías
En malas compañías es un cortometraje español del año 2000 dirigido por Antonio Hens. El guion está escrito por el propio Hens y rodado en Málaga.

## Trama
Guillermo (Israel Rodríguez) es un adolescente que busca sexo con otros chicos en los baños de un centro comercial que han abierto recientemente en su barrio. 
Sus padres descubren que es gay al encontrarle manteniendo relaciones sexuales con su profesor de inglés. Deciden llevarle al psicólogo, pero este les dice que Guillermo no tiene ningún problema y que son ellos los que deberían aceptar la homosexualidad de su hijo.
En una ocasión que Guillermo está teniendo sexo en uno de los baños del centro comercial con Asier (Pablo Puyol), que trabaja como mecánico en el barrio, son descubiertos por los guardias de seguridad. Asier consigue escapar, pero los guardias de seguridad retienen a Guillermo y avisan a sus padres.
Cuando Guillermo vuelve al centro comercial descubre que han cortado la parte inferior de las puertas de los baños para evitar que se practique sexo allí.

## Premios
- Festival de Cortometrajes de Alcalá de Henares (2000)[1]
  - Mejor interpretación masculina (Israel Rodríguez)
  - Premio Valores Sociales (Antonio Hens)

- Festival Madridimagen (2000)
  - Mejor corto[2]
- Certamen de Cortometrajes de Carabanchel (2001)
  - 3º Premio